# Lara Baladi
Lara Baladi —àrab: لارا بلدي, Lārā Baladī— (Beirut, 1969) és una fotògrafa egípcia. Es va criar entre el Líban, el Caire i París; ha estudiat a la Universitat de Richmond, Londres. Larabesque ofereix una visió íntima dels cicles femenins, una autorepresentació de l'artista que s'adreça a l'interior i a l'intangible. Aroussa Baladi (literalment "nina-núvia del meu país" i/o "nina-núvia popular"), resultat del treball de l'artista a Egipte i a Gaza, aïlla detalls del cos femení per explorar tàctiques d'autorepresentació i els elements ornamentals utilitzats per definir, realçar, amagar o seduir.